# Dvoritxna
Dvoritxna (en ucraïnès Дворічна, en rus Двуречная) és una vila de la província de Khàrkiv, Ucraïna. El 2021 tenia 3.387 habitants.